# Diane Valkenburg
Diane Valkenburg (Bergschenhoek, 30 augustus 1984) is een Nederlands oud-langebaanschaatsster. In 2012 studeerde Valkenburg af als bewegingswetenschapper.
Valkenburg werd tot seizoen 2007/08 getraind door Wim den Elsen en Arnold van der Poel van het Gewest Zuid-Holland van de KNSB. In seizoen 2008/09 maakte zij de overstap naar de VPZ-schaatsploeg. Van seizoen 2010/2011 tot 2014/2015 maakte zij deel uit van de Team LottoNL-Jumbo (voorheen Control en Danone Activia geheten). vanaf 2015 maakt zij deel uit van Team Koopjesdrogisterij.nl. 

## Schaatscarrière
Op het NK Afstanden van 2008 behaalde Valkenburg twee medailles. Hierdoor mocht ze meedoen op drie afstanden tijdens de eerste reeks wereldbekerwedstrijden.
Op 23 januari weet Valkenburg zich via een skate-off te plaatsen voor het WK Allround in Berlijn. Met de elfde plaats op de 500m, de zesde op de 3000m en een tiende op de 1500m en 5000m eindigde ze op de achtste plaats in het eindklassement.
Valkenburg won in 2007 met Renate Groenewold en Paulien van Deutekom goud bij het onderdeel ploegenachtervolging tijdens de wereldbeker in Heerenveen.
Op 1 november 2008 behaalde ze de vijfde plek op de 3000 meter tijdens de NK Afstanden van 2009. Door een diskwalificatie van Ireen Wüst (die 1,2 seconden sneller was dan Valkenburg) ging zij als vijfde de wereldbekerwedstrijden in.
In februari 2009 werd bekend dat Valkenburg aanhoudende klachten ondervond van haar rechternier. Uit onderzoek bleek dat haar rechternier was ontstoken en dat die maar voor tien procent werkte. Valkenburg had haar gehele carrière min of meer 'op' haar linkernier geschaatst; het bleek een aangeboren afwijking. Deze nier zou een week na de WK Afstanden, waar ze de 3 kilometer zou rijden, operatief worden verwijderd. Eind maart liet zij weten dat de operatie succesvol was verlopen en zij "kan doorgaan met topsport met één nier".
Op het NK Afstanden veroverde ze de bronzen medaille op de 1500 en 3000 meter. In het wereldbekercircuit kwam ze dit seizoen uit op de 1500 en 3000 meter en in de ploegenachtervolging. Op het EK Allround van 2010 begin januari eindigde ze op de zesde plaats. Op de WK afstanden van 2011 won ze zilver op de 1500m, en in 2012 won ze met Ireen Wüst en Linda de Vries op de WK afstanden in Thialf goud op de achtervolging.
Tijdens het EK Allround van 2013 won ze brons achter Linda de Vries en Ireen Wüst. Op 17 februari 2013 won Valkenburg zilver op het WK Allround 2013 in het Noorse Hamar, achter Ireen Wüst. Op 10 maart 2016 maakte Valkenburg bekend te stoppen met haar professionele schaatscarrière.

## Persoonlijke records
| Afstand    | Tijd    | Datum            | Baan           |
| ---------- | ------- | ---------------- | -------------- |
| 500 meter  | 39,48   | 12 februari 2011 | Calgary        |
| 1000 meter | 1.16,82 | 26 december 2013 | Heerenveen     |
| 1500 meter | 1.54,44 | 19 februari 2011 | Salt Lake City |
| 3000 meter | 4.02,44 | 12 februari 2011 | Calgary        |
| 5000 meter | 7.03,51 | 1 december 2012  | Astana         |

## Resultaten
| Jaar | NK Afstanden                         | NK Allround             | EK Allround          | WK Allround            | WK Afstanden                                   | Olympische Spelen                                               | Wereldbeker                             |
| ---- | ------------------------------------ | ----------------------- | -------------------- | ---------------------- | ---------------------------------------------- | --------------------------------------------------------------- | --------------------------------------- |
| 2006 | 19e 3000m                            | 10e (17e, 10e, 16e, 9e) |                      |                        |                                                |                                                                 |                                         |
| 2007 | 15e 1500m 18e 3000m                  | NC16 (15e, 12e, 13e)    |                      |                        |                                                |                                                                 |                                         |
| 2008 | 10e 1000m · 1500m · 5e 3000m · 5000m | 5e (6e, 5e, 5e, 5e)     |                      | 8e (11e, 6e, 10e, 10e) | 8e 3000m 9e 5000m                              | 10e 1500m 14e 3/5km 6e achtervolging                            |                                         |
| 2009 | 8e 1500m 5e 3000m 7e 5000m           | NS3 (12e, 7e)           |                      |                        | 10e 3000m                                      | 25e 1500m · 10e 3/5km · achtervolging                           |                                         |
| 2010 | 1500m · 3000m                        |                         | 6e (11e, 6e, 7e, 6e) | 7e (16e, 9e, 5e, 10e)  |                                                | 11e 3000m 6e achtervolging                                      | 7e 1500m 16e 3/5km 5e Achtervolging     |
| 2011 | 9e 1500m 20e 3000m                   | · (, , 8e)              | 4e · (10e, 4e, 4e, ) | 8e (13e, 4e, 7e, 9e)   | 1500m · 6e 3000m · 5e 5000m                    |                                                                 | 9e 1500m · 24e 3/5 km · Achtervolging   |
| 2012 | 1500m · 3000m                        |                         | 5e (11e, 4e, 4e, 5e) |                        | 6e 1500m · 8e 3000m · 5e 5000m · Achtervolging | 5e 1500m 4e 3/5 km 6e Achtervolging 11e Grand World Cup         |                                         |
| 2013 | 1000m · 7e 1500m · 3000m · 5000m     | · (, , 4e, )            | · (6e, 4e, , 4e)     | · (7e, , 5e, )         | 4e 1500m · 4e 3000m · 6e 5000m · Achtervolging | 41e 1000m · 6e 1500m · 3/5 km · Achtervolging · Grand World Cup |                                         |
| 2014 | 15e 1500m 8e 3000m 10e 5000m         | · (5e, , )              | 4e (7e, 6e, 7e, 5e)  |                        |                                                |                                                                 | 25e 1500m                               |
| 2015 | 7e 3000m 12e 1500m 5e 5000m          | 5e · (6e, , 9e, 6e)     |                      |                        |                                                |                                                                 | 37e 1500m 6e 3/5 km 16e Grand World Cup |
| 2016 | 10e 1500m 11e 3000m                  | 5e (7e, 9e, 5e, 7e)     |                      |                        |                                                |                                                                 | 12e 1500m                               |

NC# = niet gekwalificeerd voor de laatste afstand; als # geklasseerd in de eindrangschikking
NS# = niet gestart op de # afstand

### Medaillespiegel
| Kampioenschap                     | Goud | Zilver | Brons |
| --------------------------------- | ---- | ------ | ----- |
| NK Afstanden                      | 1    | 3      | 5     |
| NK Allround Klassement            | 0    | 1      | 2     |
| NK Allround Afstanden             | 2    | 5      | 3     |
| EK Allround Klassement            | 0    | 0      | 1     |
| EK Allround Afstanden             | 0    | 0      | 2     |
| WK Allround Klassement            | 0    | 1      | 0     |
| WK Allround Afstanden             | 0    | 2      | 0     |
| WK Afstanden                      | 2    | 1      | 0     |
| Wereldbeker Afstanden Individueel | 0    | 4      | 4     |